# Arciprete di Monza
L'arciprete di Monza è un presbitero che presiede il capitolo del duomo ed è a capo della comunità cattolica della città.
L'arciprete di Monza è, dal settembre 2024, mons. Marino Mosconi, già cancelliere della curia arcivescovile di Milano.

## Descrizione
L'arciprete per antiche concessioni ha il titolo di monsignore e utilizza alcune insegne tipiche di un vescovo: l'anello, la croce pettorale (sorretta con cordone verde e oro), la mitria preziosa, la dalmatica e il pastorale. Nelle maggiori solennità come Natale, Epifania, Pasqua, Natività di San Giovanni Battista, Corpus Domini, festa dell'Esaltazione della Santa Croce, celebra la messa pontificale.
La sede arcipretale è nella piazza del duomo di Monza.

## Storia

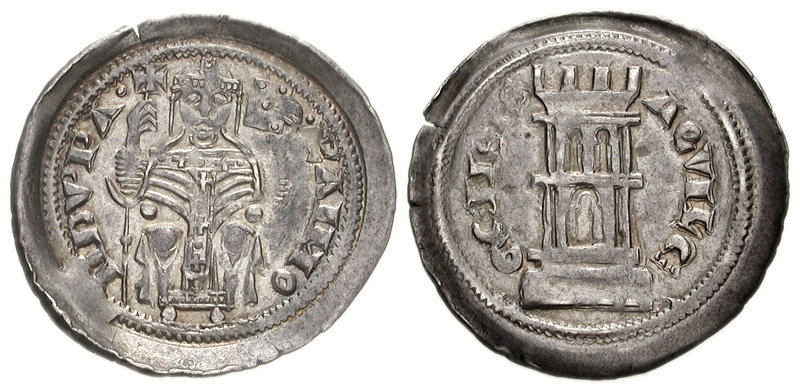
Denaro di Raimondo della Torre, arciprete di Monza nel XIII secolo

Il duomo, sin dalla sua fondazione da parte della regina Teodolinda, è retto da un arciprete.
Anticamente alcuni prelati disponevano di una milizia armata propria. Per un privilegio concesso dalla corona austriaca nel XVIII secolo la milizia monzese è stata conservata.
Per questo, durante le celebrazioni in duomo, nelle maggiori solennità presta servizio l'antico Corpo Alabardieri del Duomo di Monza in costume settecentesco.

## Cronotassi degli arcipreti
| №  | Nome                                                | Titolo                                  | Inizio arcipretura | Fine arcipretura |
| -- | --------------------------------------------------- | --------------------------------------- | ------------------ | ---------------- |
| 1  | Garoin                                              | diacono custode                         | 768                | 769              |
| 2  | Pietro I                                            | arciprete e custode                     |                    | 879              |
| 3  | Vincenzo                                            | arciprete e custode                     |                    | 880              |
|    | Egilolfo                                            | (?)                                     |                    | 888 ca.          |
| 4  | Pietro II                                           | arciprete e custode                     | 891                | 898              |
| 5  | Ansperto                                            | arciprete e custode                     | 903                | 912              |
| 6  | Arimondo                                            | arciprete e custode                     | 931                | 948              |
| 7  | Gaudenzo                                            | arcidiacono e custode                   | 948                | 955              |
| 8  | Arifredo                                            | arciprete e custode                     | 960                | 968              |
| 9  | Giovanni I                                          | arciprete e custode                     |                    | 988              |
| 10 | Valperto                                            | arciprete e custode                     | 990                | 999              |
| 11 | Adelberto                                           | arciprete e custode                     | 1004               | 1019             |
| 12 | Ariprando I                                         | arciprete e custode                     |                    | 1033             |
|    | Andrea I                                            | (?)                                     |                    | 1044             |
|    | Ariprando II                                        | (?)                                     |                    | 1054             |
| 13 | Vitale                                              | prete e custode                         | 1054               | 1060             |
| 14 | Ambrogio                                            | arciprete                               |                    | 1074             |
| 15 | Renaldo                                             | arciprete                               |                    | 1085             |
| 16 | Aminzone o Adamo I                                  | arciprete                               |                    | 1090             |
| 17 | Ariprando III                                       | arciprete                               | 1098               | 1102             |
| 18 | Giovanni II                                         | preposto                                |                    | 1102             |
| 19 | Guido I                                             | arciprete                               | 1117               | 1118             |
| 20 | Guglielmo I                                         | arciprete                               | 1118               | 1137             |
|    | Pietro III detto Buto                               | (?)                                     | 1138               | 1142             |
| 21 | Liprando I detto Ubrando                            | arciprete                               | 1142               | 1145             |
| 22 | Vidone o Guidone                                    | arciprete                               | 1149               | 1169             |
| 23 | Liprando II                                         | arciprete                               |                    | 1168             |
| 24 | Oberto da Terzago                                   | arciprete e arcivescovo di Milano       | 1168               | 1196             |
| 25 | Guidotto                                            | vicario di Oberto                       | 1182               | 1196             |
| 26 | Ariprando da Rho                                    | arciprete                               | 1196               | 1212             |
| 27 | Guido da Terzago                                    | arciprete                               | 1213               | 1231             |
| 28 | Bernardo I dal Pozzobonello                         | arciprete                               | 1232               | 1234             |
| 29 | Alberico da Opreno                                  | arciprete                               | 1235               | 1244             |
| 30 | Arderico da Soresina                                | arciprete                               | 1245               | 1251             |
| 31 | Raimondo della Torre                                | arciprete                               | 1251               | 1262             |
| 32 | Bernardo II dal Pozzobonello                        | arciprete                               | 1262               | 1263             |
| 33 | Manfredo della Torre                                | arciprete                               | 1263               | 1276             |
| 34 | Avvocato degli Avvocati o Avvogadro degli Avvogadri | arciprete                               | 1277               | 1301             |
| 35 | Manfredo della Torre                                | arciprete                               | 1303               | 1309             |
| 36 | Lombardo della Torre                                | arciprete, poi arcivescovo di Vercelli  | 1309               | 1328             |
| 37 | Pietro de Licurti o Licurzio                        | arciprete                               | 1322               | 1340             |
| 38 | Jacopo Archinto                                     | arciprete                               | 1340               | 1350             |
| 39 | Guglielmo della Pusterla                            | arciprete e arcivescovo di Milano       | 1350               | 1371             |
| 40 | Stefano della Pusterla                              | arciprete                               | 1372               | 1404             |
| 41 | Azzo della Pusterla                                 | arciprete                               | 1407               | 1412             |
| 42 | Raffaele Bossi                                      | arciprete                               | 1422               | 1423             |
| 43 | Battista Bossi                                      | arciprete                               | 1425               | 1448             |
| 44 | Cristoforo Fedele                                   | arciprete                               | 1449               | 1450             |
| 45 | Giovanni Fedele                                     | arciprete                               | 1450               | 1488             |
| 46 | Bartola d'Adda                                      | arciprete                               |                    | 1488             |
| 47 | Baldassarre Fedele                                  | arciprete                               | 1488               | 1529             |
| 48 | Giovanni Battista Castano                           | arciprete                               | 1530               | 1568             |
| 49 | Agostino de' Capitanei de' Scalve                   | arciprete                               | 1568               | 1569             |
| 50 | Orazio Luzj                                         | arciprete                               | 1569               | 1570             |
| 51 | Francesco Barattieri                                | arciprete                               | 1570               | 1571             |
| 52 | Giovanni Antonio Sordo                              | arciprete                               | 1572               | 1574             |
| 53 | Girolamo Maggiolini                                 | arciprete                               | 1575               | 1576             |
| 54 | Camillo Aulari                                      | arciprete, poi vescovo di Bobbio        | 1577               | 1592             |
| 55 | Andrea Romano                                       | arciprete                               | 1592               | 1601             |
| 56 | Girolamo Settala                                    | arciprete                               | 1603               | 1618             |
| 57 | Adamo Molteno                                       | arciprete                               | 1618               | 1630             |
| 58 | Antonio Maria Carminati de' Brambilla               | arciprete                               | 1630               | 1648             |
| 59 | Francesco Bernardino Vela                           | arciprete                               | 1648               | 1679             |
| 60 | Pietro Paolo Bosca                                  | arciprete                               | 1680               | 1699             |
| 61 | Giovanni Lezeno                                     | arciprete                               | 1699               | 1724             |
| 62 | Giuseppe Antonio Vicini                             | arciprete                               | 1725               | 1756             |
| 63 | Michele Sangiorgio                                  | arciprete                               | 1756               | 1795             |
| 64 | Pietro Crugnola                                     | arciprete                               | 1795               | 1819             |
| 65 | Samuele Bussola                                     | arciprete                               | 1826               | 1840             |
| 66 | Francesco Zanzi                                     | arciprete                               | 1841               | 1878             |
| 67 | Gaetano Annoni                                      | arciprete                               | 1879               | 1892             |
| 68 | Giuseppe Salvatore Scatti                           | arciprete, poi vescovo di Savona e Noli | 1893               | 1899             |
| 69 | Paolo Rossi                                         | arciprete                               | 1899               | 1938             |
| 70 | Pietro dell'Acqua                                   | arciprete                               | 1938               | 1943             |
| 71 | Giovanni Rigamonti                                  | arciprete                               | 1943               | 1972             |
| 72 | Ernesto Basadonna                                   | arciprete e vicario episcopale          | 1972               | 1979             |
| 73 | Leopoldo Gariboldi                                  | arciprete                               | 1979               | 2007             |
| 74 | Silvano Provasi                                     | arciprete                               | 2007               | 2024             |
| 75 | Marino Mosconi                                      | arciprete                               | 2024               | in carica        |